# Looper: Asasin în viitor
Looper este un film SF de acțiune din 2012 american scris și regizat de Rian Johnson. În rolurile principale apar actorii Bruce Willis, Joseph Gordon-Levitt și Emily Blunt.  În Looper, călătoria în timp este inventată în anul 2074 și, deși devine imediat ilegală, este folosită de organizațiile criminale pentru a-și trimite victimele în trecut pentru a fi împușcate de așa zișii loopers, asasini plătiți cu lingouri de argint care sunt puse pe spatele țintelor acestora. Joe, un asasin looper, se întâlnește cu el însuși atunci când varianta sa din viitor este trimisă în trecut pentru a fi ucisă de Joe și pentru a încheia astfel o buclă. Scenariul filmului conține și tema paradoxurilor călătoriilor în timp.
Looper a fost ales ca filmul de deschidere al Festivalului Internațional de Film de la Toronto din 2012. A avut premiera și a primit recenzii pozitive în Australia la 27 septembrie 2012 și în Statele Unite și Regatul Unit la 28 septembrie 2012; filmul fiind distribuit de TriStar Pictures și Alliance Films.